# والتر فونتروي
والتر إي. فونتروي (بالإنجليزية: Walter E. Fauntroy)‏ هو سياسي أمريكي من مواليد 6 فبراير 1933م.

## الميلاد
ولد في 6 فبراير 1933 في الولايات المتحدة الأميركية

## النشاط
عضو الكونغرس الأمريكي السابق، وناشط بارز في مجال الحقوق المدنية

## المؤهلات العلمية
الدكتوراه الفخرية في القانون من جامعة ييل Yale State Univ

## فونتروي وحركة الحقوق المدنية
- مبعوث مارتن لوثر كنغ الخاص لرؤساء أميركا جون كينيدي وليندون جونسون وكبار القادة الفيدراليين داخل الولايات المتحدة الأميركية
- عمل فونتروي منسقاً للمسيرات التاريخة في واشنطون وخارجها من أجل المساواة بين المواطنين وإنهاء سياسة التمييز العنصري إبان حقبة الستينات
- تم تعيينه للإشراف علي تطبيق قوانين عدم التمييز ونائباً لمجلس مدينة كولومبيا في 1967

## في الكونغرس الأمريكي
- مبعوث صيانة حقوق مواطني مقاطعة كولومبيا
- عضو لجنة المالية والتمويل في مجلس النواب طيلة عشرين عاماً
- مؤسس ورئيس لجنة الأفارقة الأميركان داخل الكونغرس الأمريكي
- رئيس اللجنة الفرعية للسياسة المالية الداخلية لمدة ست سنوات
- رئيس اللجنة الفرعية للتنمية الدولية والتمويل والتجارة والسياسة المالية لأربع سنوات
- رئيس وحدة المهام في هاييتي لمدة خمسة عشر عاماً

## فونتروي والعلاقات الدولية
- من واقع منصبه كرئيس للجنة المالية والتمويل في الكونغرس الأمريكي, أعد السيد فونتروي مشاريع تنموية موجهة للمناطق الأشد فقراً في العالم من بينها زيمبابوي والسودان وموزمبيق وغيرها
- من كبار المحاربين لسياسة التفرقة بين البيض والسود في جنوب أفريقيا (الأبارتهايد)
- من أشد المعارضين للحرب على العراق وسياسات المحافظين الجدد بإدارة بوش
- استهدفه اللوبي الصهيوني بالنقد والتشهير بسبب آراؤه السياسية الداعمة للحقوق العربية العادلة
- تقابل مع الكثير من رؤساء الدول من بينهم الرئيس ميخائيل جورباتشوف رئيس الإتحاد السوفييتي سابقاً, والرئيس أنور السادات الذي قابله عدة مرات في واشنطن.